# Keith Campbell
Keith Campbell (ur. 23 maja 1954 w Birmingham, zm. 5 października 2012 w Derbyshire) – brytyjski biolog komórki, od 1991 roku pracownik Instytutu Roslin i członek zespołu badawczego dr. Iana Wilmuta. W znacznym stopniu przyczynił się do sklonowania owcy Dolly w 1996 roku.